# Laufwurzel

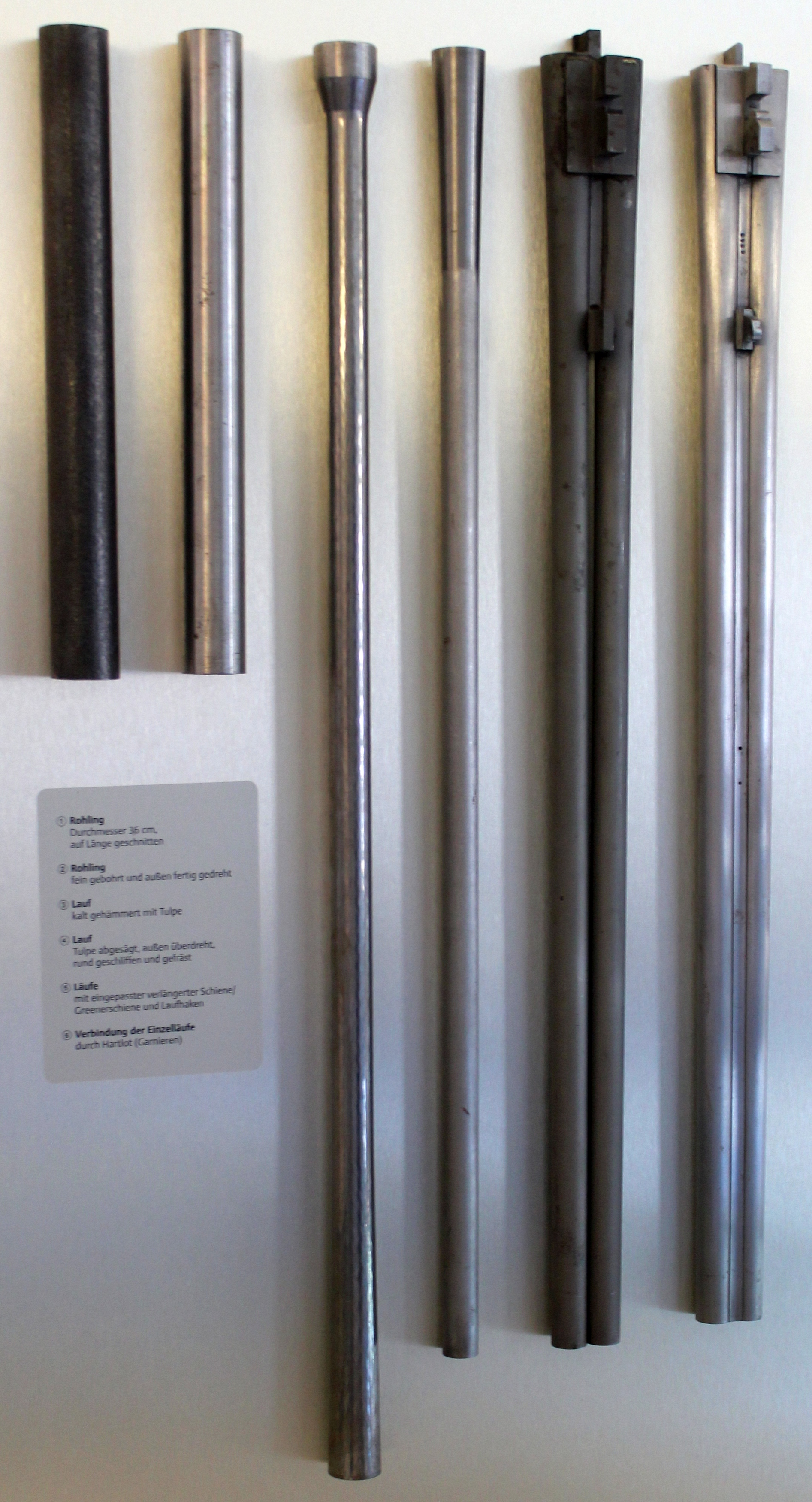
Verschiedene Läufe, Laufwurzel jeweils oben, Laufmündung jeweils unten

Als Laufwurzel (englisch barrel root, barrel base) wird das Ende eines Laufes bezeichnet durch das ein Geschoss in den Lauf eintritt.

Wie jedes Rohr hat ein Lauf zwei Enden. Das gegenüberliegende Laufende (aus dem ein Geschoss austritt) wird als Mündung bezeichnet. Bei den meisten Schusswaffen folgt hinter der Laufwurzel der Verschluss. Eine Ausnahme bilden Revolver, bei denen statt einem Verschluss die Revolvertrommel ist. Auf der Laufwurzel werden in der Regel Angaben zum Kaliber des Laufes und Beschusszeichen angebracht.

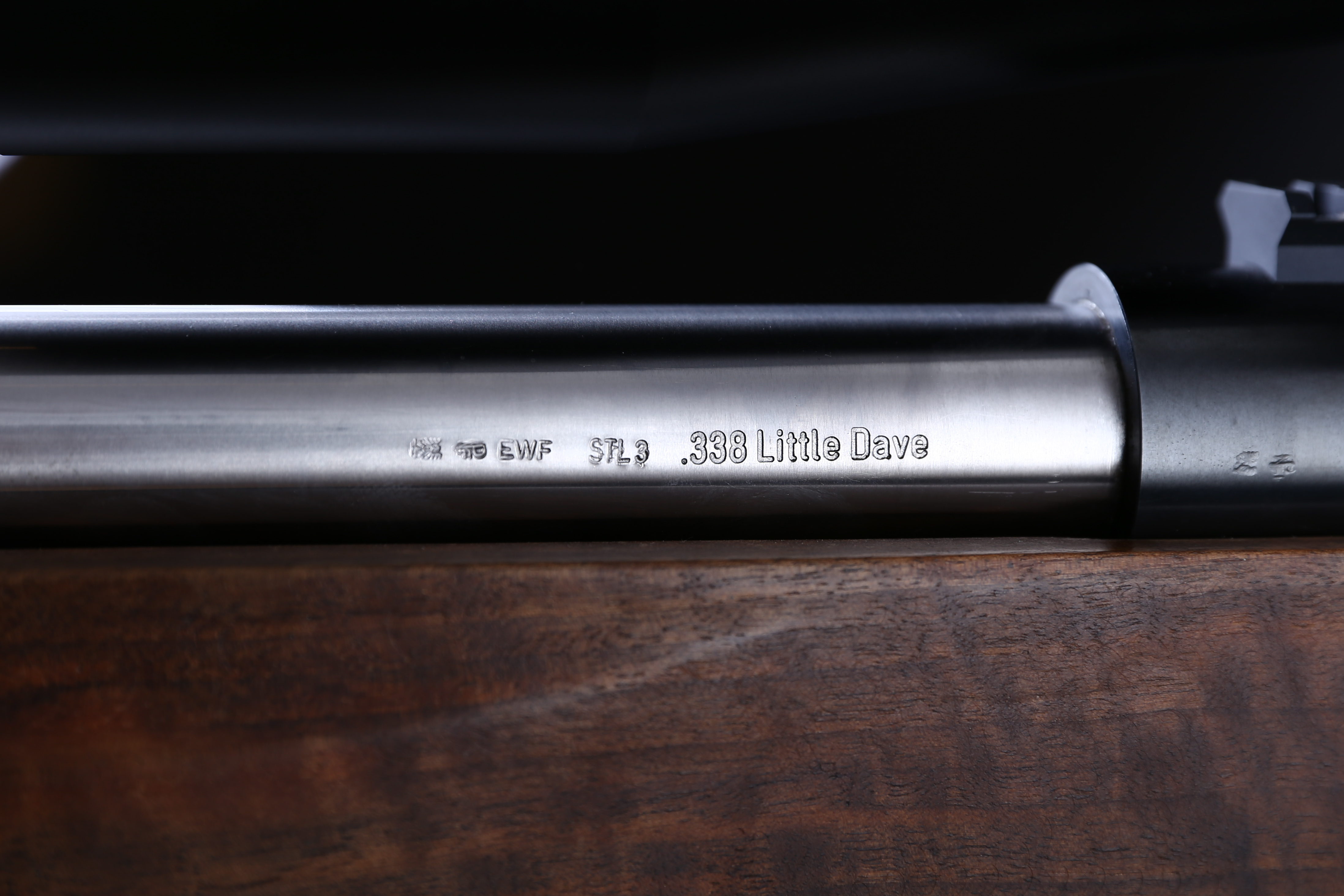
Laufwurzel mit Beschusszeichen und Kaliberangabe
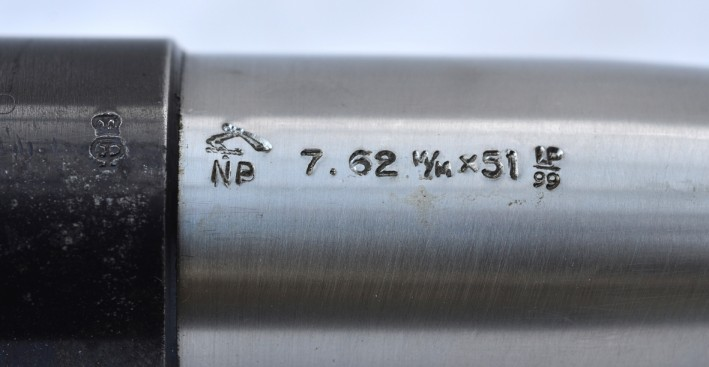
Laufwurzel mit Beschusszeichen und Kaliberangabe